# هادی فرجوند
هادی فرجوند (زاده ۱۳۴۳) دیپلمات ایرانی و سفیر کنونی جمهوری اسلامی ایران در کشور هلند است.

## بیوگرافی
سفیر ایران در هلند و سفبر در سازمان ملل و دادگاه لاهه ۱۴۰۲
مشاور معاون حقوقی و بینملل وزیر خارجه ۱۳۹۸-۱۴۰۲
سفیر ایران در کنیا و سفیر  در سازمان ملل (مقر افریقایی ) ۱۳۹۴-۱۳۹۸
ریس اداره خلغ سلاح معاون بینملل وزاذت خارجه  
سفیر ایران در لهستان ۱۴۸۶-۱۳۸۸
فهرست سفیران ایران در کنیا
فهرست سفیران ایران در لهستان